# Saqqaq
Saqqaq (Sarĸaĸ avant 1973) est un village groenlandais situé dans la municipalité d'Avannaata. La population était de 173 habitants en 2009.

## Géographie
Le village est situé dans l'ouest du Groenland, sur le littoral sud de la péninsule de Nuussuaq, au nord-ouest d'Ilulissat. 

## Pour approfondir
- (en) Jens Dahl, Saqqaq : An Inuit Hunting Community in the Modern World, University of Toronto Press, 2000, 277 p. (lire en ligne).